# كلارنس مانينغ
كلارنس مانينغ (بالإنجليزية: Clarence Augustus Manning)‏ هو دارس سلافي ‏ أمريكي، ولد في 1 أبريل 1893 في نيويورك في الولايات المتحدة، وتوفي في 4 أكتوبر 1972 في بليسنتفيل في الولايات المتحدة.